# Estat d'oxidació

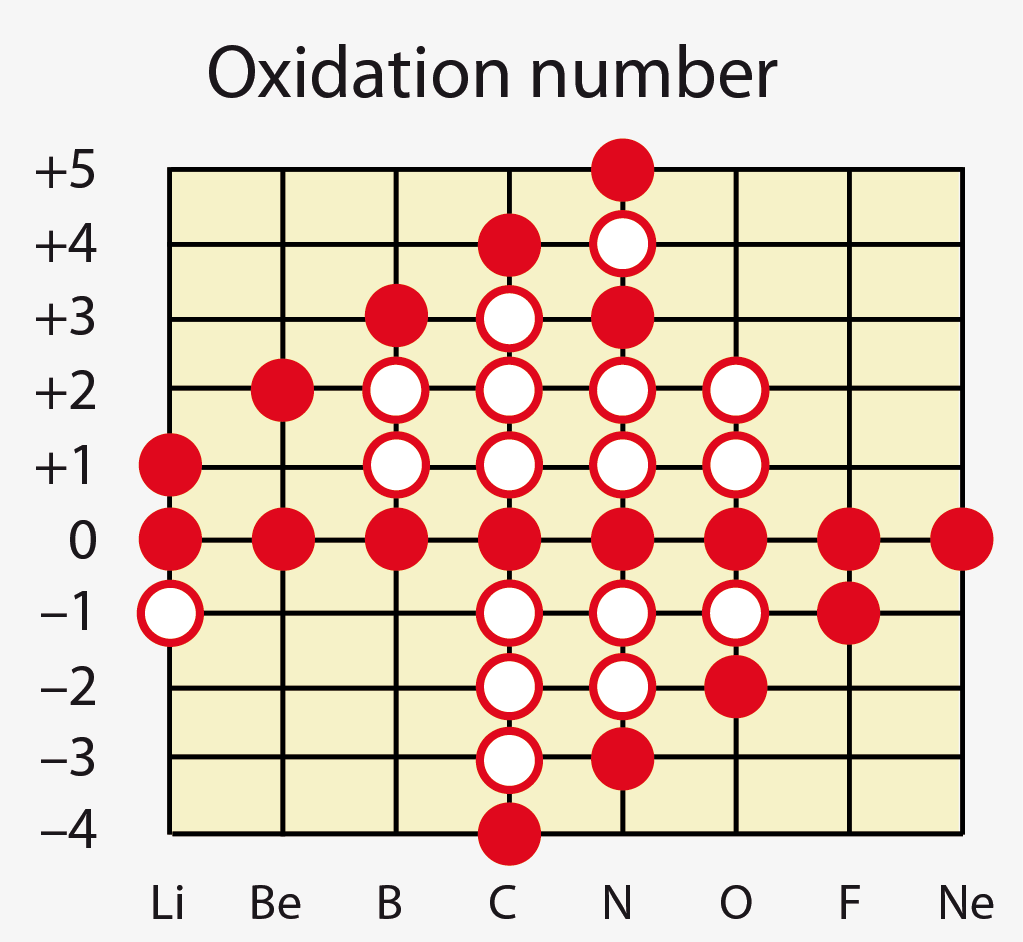
Nombres d'oxidació dels elements del 2n període de la taula periòdica. Els cercles plens representen els valors habituals.

L'estat d'oxidació o nombre d'oxidació és la càrrega elèctrica, en unitats de càrrega elèctrica elemental, d'un àtom en un compost químic establerta a partir de l'assignació de més o menys electrons que els de l'àtom neutre segons la seva electronegativitat i la dels àtoms veïns amb els quals està enllaçat. Generalment, els valors són nombres sencers, positius i negatius entre –4 i +8, si bé són possibles valors fraccionaris. L'estat d'oxidació és una aproximació conceptual, útil per exemple quan es produïxen processos d'oxidació i reducció (reaccions redox).
Etimològicament, «nombre d'oxidació» prové del terme en desús «nombre de Stock» (nombre d'oxidació d'un àtom central; la càrrega que portaria si s'eliminessin tots els lligands juntament amb els parells d'electrons que estaven compartits amb l'àtom central) i del també obsolet terme «nombre d'Ewens–Bassett» (càrrega d'ions).
Els protons d'un àtom tenen càrrega elèctrica positiva {\displaystyle +e} (càrrega elèctrica elemental positiva), i aquesta càrrega es veu compensada per la càrrega elèctrica negativa dels electrons{\displaystyle -e}. Si el nombre de protons i d'electrons és el mateix, l'àtom és elèctricament neutre. Si l'àtom cedeix un electró les càrregues positives dels protons no són compensades, ja que no hi ha suficients electrons. D'aquesta manera s'obté un ió amb càrrega positiva A+, un catió, i es diu que és un ió monopositiu; el seu estat d'oxidació és de +1. En canvi, si l'àtom accepta un electró, els protons no compensen la càrrega dels electrons, donant lloc un ió mononegatiu A–, un anió. L'àtom pot cedir un nombre més gran d'electrons produint cations dipositius, tripositius, etc. I de la mateixa manera, pot acceptar-los, donant anions de distintes càrregues negatives.

## Regles per a la determinació de l'estat d'oxidació

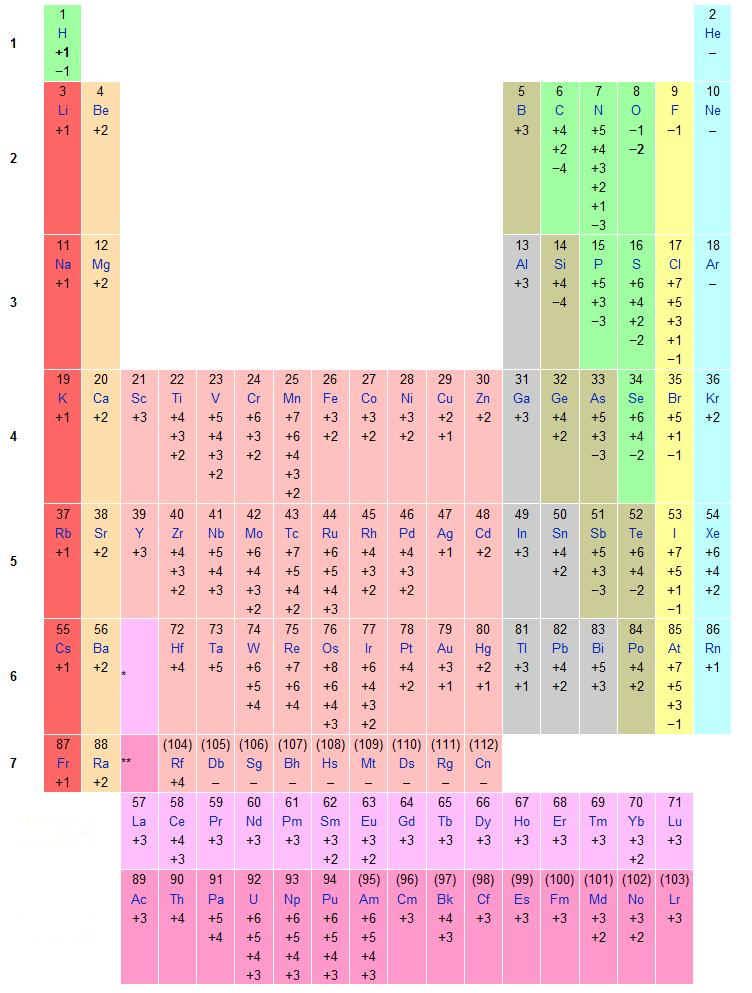
Taula periòdica amb els estats d'oxidació dels elements químics.

S'han establert les següents regles per a determinar l'estat d'oxidació d'un àtom en un compost químic:
1. L'estat d'oxidació de qualsevol element químic en estat lliure és zero, encara que en l'estat elemental es trobi formant molècules amb més d'un àtom. Per exemple tenen estat d'oxidació 0: Cu, Ne, N₂, O₃, P4 i C(diamant).
2. Per a un ió monoatòmic, l'estat d'oxidació és igual a la càrrega neta de l'ió. Així Ag+ té estat d'oxidació +1, i Se2– el té –2.
3. L'estat d'oxidació de l'hidrogen és +1. Només en els hidrurs dels metalls, com l'hidrur de sodi NaH o l'hidrur de calci CaH₂, l'estat d'oxidació de l'hidrogen és –1.
4. L'estat d'oxidació de l'oxigen és –2. Només en els peròxids (contenen l'anió O₂2–), com el peròxid d'hidrogen H₂O₂, els dos àtoms d'oxigen presenten un estat d'oxidació –1; i en els superòxids –1/2 (contenen l'anió O₂–), com el superòxid de sodi NaO₂.
5. L'estat d'oxidació d'un halogen en tots els halurs o halogenurs és –1. Com ara el clorur de zinc ZnCl₂ o l'hexafluorur de sofre SF6.
6. L'estat d'oxidació del sofre en tots els sulfurs és –2, com ara el sulfur d'argent Ag₂S.
7. En els composts orgànics, els enllaços entre carbonis presenten estats d'oxidació zero. Per exemple a l'etè H₂C=CH₂, els hidrògens tenen estat d'oxidació +1 (per la regla 3), i els carbonis –2, un per cada enllaç d'un carboni amb un hidrogen (per la regla 7).
8. Finalment, la suma dels estats d'oxidació de tots els àtoms d'un compost és igual a la càrrega elèctrica del compost. Per exemple, en el catió amoni NH4+ cada hidrogen té estat d'oxidació +1 (per la regla 3), la suma ha de donar +1 com la càrrega (regla 8), per tant, el nitrogen té estat d'oxidació –3.[2]

Altres exemples són: El nombre d'oxidació del carboni en el benzè C6H6 és –1 si s'assigna a cada hidrogen el nombre d'oxidació +1 (regla 3); en canvi, en el ciclohexà C6H12 el nombre d'oxidació del carboni és –2, per la mateixa raó.

## Algorismes per a la determinació de l'estat d'oxidació
Hi ha dos algorismes generals per calcular el nombre d'oxidació:
1. Algorisme d'assignació d'enllaços. Funciona amb una fórmula de Lewis, o estructura de Lewis, que mostra tots els electrons de valència d'una molècula. En aquest cas el nombre d'oxidació és igual a la càrrega d'un àtom després que els seus enllaços heteronuclears (entre àtoms de diferents elements) s'hagin assignat a l'element més electronegatiu (excepte quan aquest element és un lligand d'àcid de Lewis enllaçat de manera reversible) i els enllaços homonuclears (entre àtoms del mateix element) es divideixen en parts iguals.[4] Per exemple:Començant per l'esquerra a l'enllaç heteronuclear H—O, l'electró que aporta l'hidrogen a l'enllaç s'assigna a l'oxigen perquè és més electronegatiu que l'hidrogen. L'hidrogen es queda amb +1 (ha perdut un electró). L'enllaç O—O no aporta cap electró a cap oxigen perquè són àtoms iguals i es queden amb el seu electró. L'enllaç H—O aporta un electró a l'oxigen que s'ha dit, per tant, aquest oxigen té –1. L'altre oxigen també té –1 perquè guanya l'electró de l'enllaç O—N perquè el nitrogen és menys electronegatiu que l'oxigen. El nitrogen perd els seus tres electrons que ha aportat als tres enllaços perquè són amb oxigen, més electronegatius; es queda amb +3. I l'oxigen de la dreta guanya els dos electrons de l'enllaç doble que provenen del nitrogen, per tant –2.
2. Algorisme de suma d'ordres d'enllaç. Els ordres d'enllaç heteronuclear se sumen a l'àtom com a positiu si aquest àtom és el més electropositiu en un enllaç particular i com a negatiu si no, i la càrrega formal de l'àtom (si n'hi ha) s'afegeix a aquesta suma, donant lloc a aquesta suma el nombre d'oxidació. Aquest algorisme funciona en fórmules de Lewis i en gràfics d'enllaços de connectivitats àtoms per a un sòlid estès:[4]

## Estats d'oxidació fraccionaris

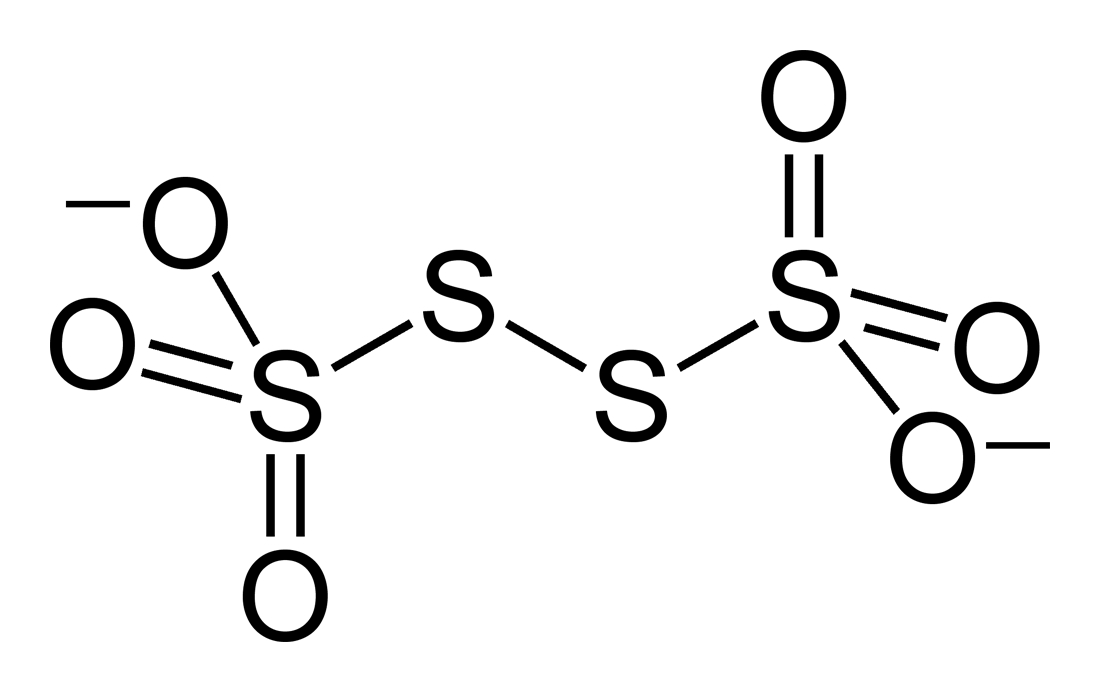
Anió tetrationat S_{4}O_{6}^{2–}.

Si es calcula el nombre d'oxidació del sofre a l'anió tetrationat S4O62– resulta –5/2. És un estat d'oxidació fraccionari, que són poc freqüents. Si es dona el nombre d'oxidació –2 a cada un dels 6 oxígens (regla 4), i la càrrega ha de ser –2, el nombre d'oxidació del sofre per la regla 8 és [–2 – (–2×6)]/4 = 10/4 = +5/2. Tanmateix, una anàlisi més acurada indica que hi ha dos tipus d'àtoms de sofre en estats d'oxidació diferents. Els dos sofres centrals tenen cadascun dos parells solitaris i se'ls assigna la meitat dels electrons dels dos enllaços que formen, ja que els electrons dels enllaços entre àtoms d'un mateix element s'han de distribuir de manera uniforme (a causa que hi ha, per definició, una diferència d'electronegativitat de zero entre dos àtoms del mateix element). Un àtom neutre de sofre té sis electrons de valència, de manera que l'estat d'oxidació dels sofre centrals es pot calcular de la següent manera: 6 − 4 − ½ × 4 = 0. És a dir, sis electrons en sofre neutre, menys quatre dels parells solitaris, menys la meitat dels quatre electrons d'enllaç sofre-sofre, donen zero. Els sofre enllaçats als oxígens, en canvi, no tenen parells solitaris, i tots els electrons dels enllaços sofre-oxigen estan assignats a l'oxigen, ja que és l'element més electronegatiu. Els únics electrons assignats a aquests sofre són la meitat dels dels enllaços únics sofre-sofre. Per tant, el seu estat d'oxidació és: 6 − ½ × 2 = +5. És a dir, sis electrons en sofre neutre, menys la meitat dels dos electrons d'enllaç sofre-sofre, donant un estat d'oxidació de +5.

Subòxid de carboni o diòxid de tricarboni C₃O₂.

Altres exemples són el diòxid de tricarboni o subòxid de carboni C₃O₂ que, aplicant les regles (2 × (–2) + 3 × n = 0, n = 4/3) dona pel carboni un nombre d'oxidació de 4/3, però en realitat és una mitjana dels nombres d'oxidació dels tres carbonis, el central té 0 i els altres dos –2. També el tribromur d'octaoxigen O8Br₃ (l'estructura és una cadena de tres broms enllaçats a oxigens O₃Br–BrO₂–BrO₃) realitzant un càlcul senzill (8 × (–2) + 3 × n = 0, n = 16/3) dona un nombre d'oxidació pel brom de 16/3, la qual cosa indica que no tots els broms tenen el mateix estat d'oxidació, el central té +4 i els dels extrems +6. Tanmateix en alguns casos és inevitable l'estat d'oxidació fraccionari com passa al catió dioxigen(+1) O₂+ on cada oxigen presenta estat d'oxidació +½ i a l'anió dioxigen(–1) O₂– en el que cada oxigen té estat d'oxidació –½.

## Variació dels nombres d'oxidació a la taula periòdica

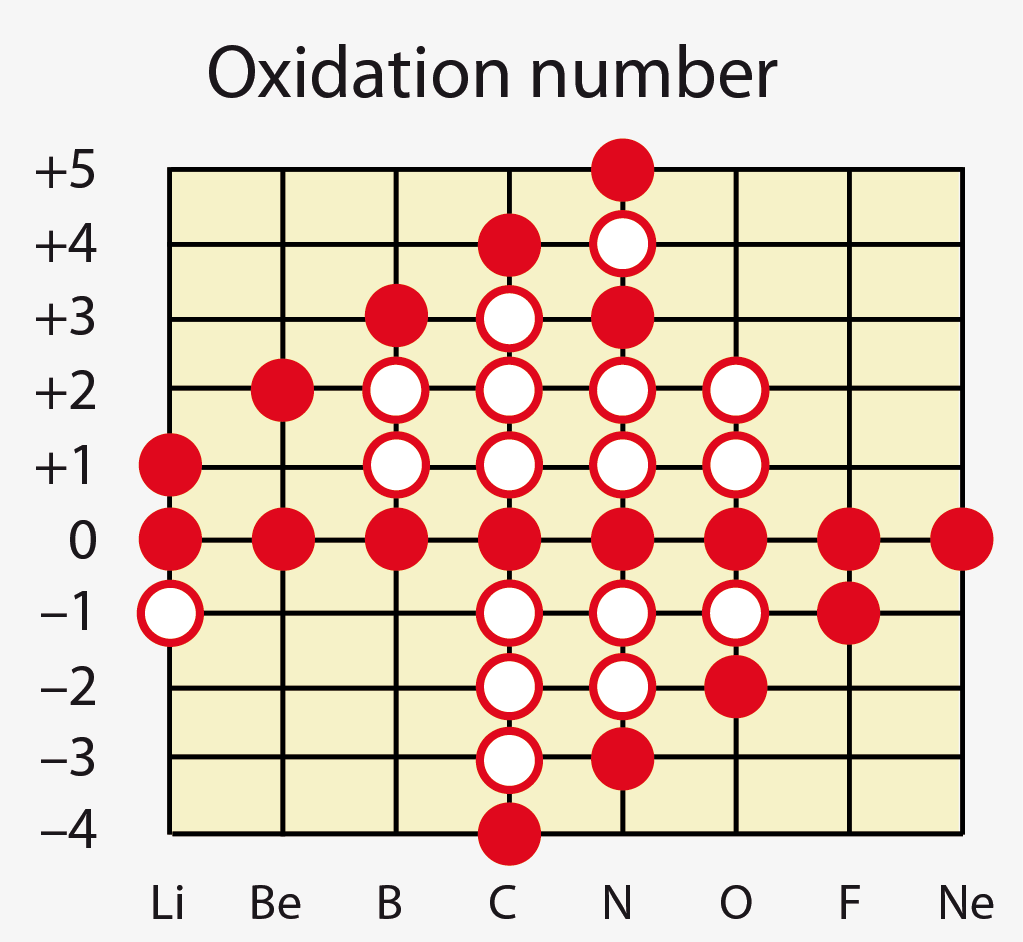
Estats d'oxidació dels elements dels blocs s i p del 2n període. Els cercles blancs representen valors poc probables i només s'observen en comptats composts.

Els estats d'oxidació dels elements és una propietat periòdica.

Generalment, tots els elements d'un grup tenen els mateixos valors dels seus nombres d'oxidació. Per exemple, tots els alcalins (grup 1) tenen nombre d'oxidació +1; tots els alcalinoterris (grup 2) el tenen +2, tots els halògens (grup 17) tenen el –1 i a partir del clor també +1, +3, +5 i +7.

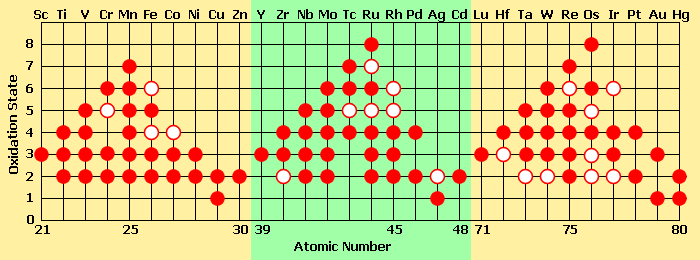
Estats d'oxidació dels elements del bloc d. Els cercles blancs representen valors poc probables i només s'observen en comptats composts. No s'ha representat el nombre d'oxidació 0, que tenen tots aquests elements en estat elemental.

També s'observa una regularitat en un període que es representa a la taula adjunta. Si deixam a part els elements dels blocs d i f, i només ens fixam en els dels blocs s i p (grups 1 i 2 i del 13 al 18), s'observa que els possibles valors del nombre d'oxidació s'incrementen en passar d'un element a l'altre, i sempre el valor màxim augmenta d'un en un, fins a arribar a un màxim, en l'element del grup 15 (el grup del nitrogen), i després es redueix d'unitat en unitat fins als gasos nobles (0). A partir del grup 14 també són possibles estats d'oxidació negatius (començant pel –4), que es van reduint d'un en un fins a arribar al valor zero pel gas noble corresponent. L'explicació d'aquest fet és molt simple: els elements del mateix grup de la taula periòdica tenen el mateix nombre d'electrons en la seva capa de valència.
En el bloc d la variació és igual, es van incrementant els valors dels possibles estats d'oxidació, amb un màxim que s'incrementa d'un en un. S'assoleix el màxim al grup 7 pel 4t període, i al grup 8 pels períodes 5è i 6è. Quasi tots els elements del bloc d tenen com a nombre d'oxidació més baix el +2. Al final del bloc també és possible el nombre d'oxidació +1. Les excepcions s'observen a la figura adjunta.
Els elements lantanoides del bloc f tenen propietats molt semblants al grup 3, per això presenten majoritàriament el nombre d'oxidació +3. Els primers actinoides se semblen més als elements del bloc d que a l'actini i presenten més estats d'oxidació possibles que aquest. Així urani, neptuni, plutoni i americi tenen estats d'oxidació +3, +4, +5 i +6. Els següents són com els lantanoides que, habitualment, actuen amb nombre d'oxidació +3.

## Representació dels estats d'oxidació a la nomenclatura

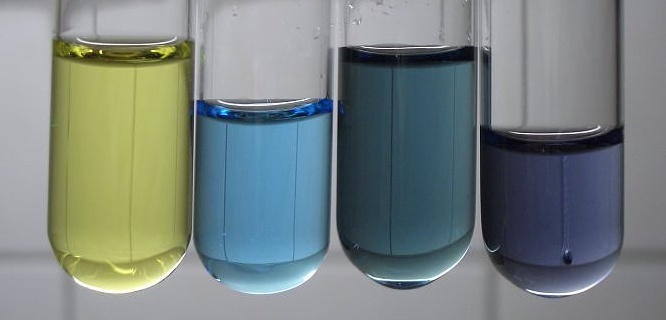
Dissolucions de vanadi en medi àcid en estats d'oxidació, d'esquerra a dreta, +5, +4, +3 i +2.

Una manera d'anomenar els composts químics, segons la nomenclatura de la Unió Internacional de Química Pura i Aplicada (IUPAC), és emprant el nombre d'oxidació per element que puguin presentar uns quants estats d'oxidació. Els estats d'oxidació es denoten en la nomenclatura química per mitjà de nombres romans entre parèntesis després de l'element d'interès. Per exemple, l'òxid de manganès amb el manganès presentant un estat d'oxidació de +4, MnO₂, s'anomena òxid de manganès(IV); d'aquesta manera es pot diferenciar d'altres òxids (l'oxigen no cal perquè sempre utilitza el –2 als òxids). Altres exemples són: SF6 pot anomenar-se fluorur de sofre(VI), CO pot anomenar-se òxid de carboni(II), Fe₃O4 s'anomena òxid de ferro(II) i diferro(III), malgrat que és més habitual anomenar-los hexafluorur de sofre, monòxid de carboni i tetraòxid de triferro; FeSO4 és el sulfat de ferro(II) en aquesta nomenclatura, i és el nom més habitual.
En el cas, poc probable, que el nombre d'oxidació sigui zero, se simbolitza amb la xifra aràbiga 0. Si el nombre d'oxidació és negatiu es posa un signe – davant. Exemples: K4[Ni(CN)6] s'anomena tetracianidoniquelat(0) de potassi; Na₂[Fe(CO)4] és el tetracarbonilferrat(–II) de sodi.
Quan es vol indicar el nombre d'oxidació d'algun elemnt en una fórmula és posa en forma de superíndex a la dreta de l'element. Exemples: PbII₂PbIVO4, [Os0(CO)5] o [Mn–I(CO)5]–.

## Reaccions d'oxidació-reducció

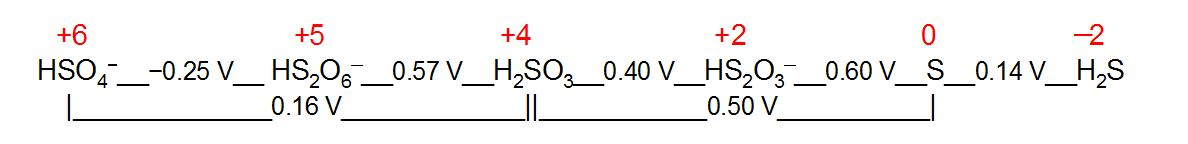
Procés de reducció del sofre des de l'hidrogensulfat (a l'esquerra) on el sofre presenta estat d'oxidació +6, al sulfur d'hidrogen (a la dreta) on el té –2. L'estat d'oxidació es va reduint d'esquerra adreta, és una reducció. De dreta a esquerra l'estat d'oxidació augmenta, és una oxidació.

Una reacció d'oxidació-reducció, reacció d'oxidoreducció, o simplement reacció redox, és aquella reacció química en la qual hi ha una transferència electrònica entre els reactius, donant lloc a un canvi en els seus estats d'oxidació pel que fa als productes. Pot tractar-se d'un simple procés redox, tal com són l'oxidació del carboni a diòxid de carboni, i la reducció del carboni per l'hidrogen a metà (CH4), o bé un procés complex com és l'oxidació del sucre en el cos humà, a través d'una sèrie de processos de transferència d'electrons.
Perquè es produeixi una reacció redox, en el sistema ha d'haver-hi un element que cedeixi electrons i un altre que els accepti:
- L'agent reductor és aquell element químic que subministra electrons de la seva estructura química al medi augmentant el seu estat d'oxidació, és a dir, essent oxidat.
- L'agent oxidant és l'element químic que tendeix a captar aquests electrons, quedant amb un estat d'oxidació inferior al que tenia, és a dir, essent reduït.

Quan un element químic reductor cedeix electrons al medi es converteix en un element oxidat, i la relació que guarda amb el seu precursor queda establerta mitjançant el que es diu un parell redox. Anàlogament, es diu que quan un element químic capta electrons del medi es converteix en un element reduït, i igualment forma un parell redox amb el seu precursor oxidat.